# Diari d'Andorra
Diari d'Andorra è un quotidiano del Principato d'Andorra, fondato nel 1991, pubblicato in lingua catalana.

## La struttura del quotidiano
Le pagine del quotidiano sono strutturate per singoli argomenti: politica, cultura, politica interna, economia, sport, spettacolo. Un'ampia pagina è dedicata alle opinioni dei cittadini.

## Giornalisti
Alla stesura del quotidiano partecipano giornalisti famosi in terra catalana.
- Jean Michel Rascagneres (politica europea)
- Giovanni Massa (cultura)
- Miguel Vigo (lavoro)
- George Pasquer (politica interna)
- Yvan Lara (opinioni)

## Diari mes'
Diari mes' è un diario di informazione generale, distribuito gratuitamente insieme al quotidiano Diari d'Andorra